# Atrichopogon forcipatus
Atrichopogon forcipatus är en tvåvingeart som först beskrevs av Johannes Winnertz 1852.  Atrichopogon forcipatus ingår i släktet Atrichopogon och familjen svidknott. Inga underarter finns listade i Catalogue of Life.